# Usno
 (signalé en juin 2025).
Si vous disposez d'ouvrages ou d'articles de référence ou si vous connaissez des sites web de qualité traitant du thème abordé ici, merci de compléter l'article en donnant les références utiles à sa vérifiabilité et en les liant à la section « Notes et références ».
- Archive Wikiwix
- Bing
- Cairn
- DuckDuckGo
- E. Universalis
- Gallica
- Google
- G. Books
- G. News
- G. Scholar
- Persée
- Qwant
- (zh) Baidu
- (ru) Yandex
- (wd) trouver des œuvres sur Wikidata

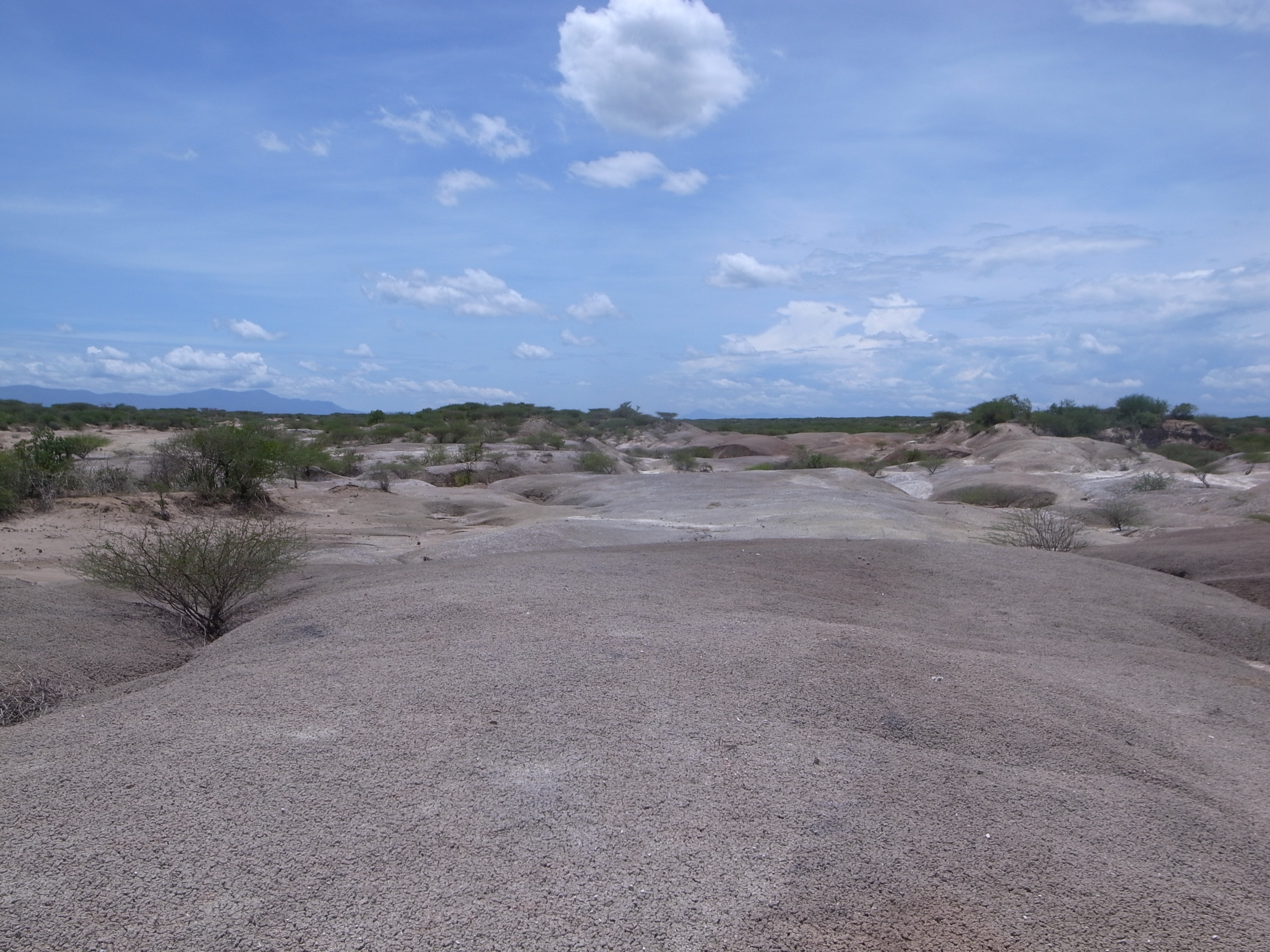
Basse Vallée de l'Omo.

Usno est un affluent de la rivière Omo en Éthiopie. Formé par la confluence des rivières Magi et Neri, il coule vers le sud au-delà des collines Nyalibong avant d'entrer dans l'Omo à 5° 27′ 00″ N, 36° 13′ 17″ E. La quasi-totalité du parcours de l'Usno se situe à l'intérieur des limites du parc national de Mago.